# Mercedes Comaposada
Mercedes Comaposada Guillén (Barcelone, 14 août 1900 - Paris 15e, 11 février 1994) est une pédagogue, avocate et militante féministe libertaire espagnole.
Elle est cofondatrice, avec Lucia Sánchez Saornil et Amparo Poch y Gascón, de l'organisation « féminine libertaire » Mujeres Libres et elle participe à la révolution sociale espagnole de 1936.

## Biographie et parcours
Mercedes Comaposada Guillén naît Mercè Comaposada i Guillén (son nom en catalan) le 14 août 1901 à Barcelone. Fille de Josep Comaposada, un cordonnier socialiste, elle grandit dans un milieu militant et cultivé et elle apprend la dactylographie à douze ans. On ne dispose pas d'informations sur sa mère.
Elle quitte l'école très jeune pour commencer à travailler comme éditrice dans une entreprise de production cinématographique. Plus tard, elle rejoint le Sindicato de Espectáculos Públicos de Barcelone, affilié au syndicat anarchiste CNT.

## Premiers pas
Peu de temps après, elle s'installe à Madrid pour suivre les cours de droit de José Castillejo. Elle y rencontre Antonio Machado.
Pendant les premières années de la Seconde République espagnole, elle collabore à de nombreux titres libertaires : elle écrit principalement pour Tierra y Libertad (édité par la Fédération anarchiste ibérique) et Tiempos Nuevos, où elle se charge d'une section couvrant des sujets allant de la médecine à la sexualité.
Elle se forme également à la pédagogie pour pouvoir enseigner à d'autres femmes et, avec la poétesse Lucía Sánchez Saornil, elle crée un groupe de femmes spécifique en rapport avec le mouvement libertaire. Elles avaient déjà donné des cours d'éducation élémentaire aux ouvriers et ouvrières, organisés par la CNT de Madrid, et elles avaient vu la nécessité de les donner particulièrement aux femmes, en raison de la misogynie et des préjugés existants.

## Mujeres Libres

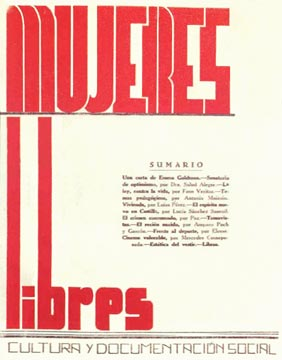
Le premier numéro de la revue daté du 1er mai 1936.

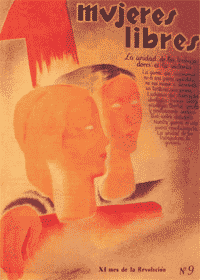
Couverture du numéro 9 de la revue (1938).

En avril 1936, avec Lucía Sánchez Saornil et la médecin Amparo Poch y Gascón, elle fonde l'organisation féministe Mujeres Libres (« Femmes libres »), qui devient, avec la CNT, la Fédération ibérique des jeunesses libertaires et la Fédération anarchiste ibérique, l'une des principales organisations du mouvement libertaire espagnol.
L'un des facteurs qui contribuent à la croissance de l'organisation est le fait que Comaposada elle-même voyage à Barcelone en portant les statuts de la Federación Nacional à la recherche d'un groupe de femmes, majoritairement des membres de la CNT et d'autres organismes tels que les ateneos et les Juventudes Libertarias qui ont formé la Agrupación cultural femenina, afin de les informer qu'une organisation avec les mêmes objectifs s'est créée, en leur demandant de se joindre à elles. Un mois plus tard, en mai 1936, paraît le premier numéro de la revue Mujeres Libres.
D'autres femmes contribuent aux 12 autres numéros publiés, comme Federica Montseny, Emma Goldman, Lucia Sanchez Saornil, Mary Giménez et Carmen Conde. Il faut aussi remarquer la participation du seul homme qui ait pris part à cette publication : Baltasar Lobo, un sculpteur que Comaposada rencontre en 1933 et qui deviendra son compagnon, lequel travaillera comme illustrateur dans la revue. Plus tard, entre 1964 et 1978, celle-ci sera rééditée dans d'autres villes et par d'autres personnes — majoritairement des femmes.
Lors du coup d'État du 18 juillet 1936, Comaposada revient à Barcelone, où elle se joint à un autre groupe de femmes avec lesquelles elle collaborera à la création d'une nouvelle fédération nationale. L'organisation se développe rapidement pendant la guerre civile espagnole (1936-1939), rassemblant plus de 20 000 ouvrières et paysannes de la zone républicaine en 1938.

## Dernières années
Après la défaite, elle est forcée de s'exiler à Paris avec son compagnon Baltasar Lobo, sous la protection de Pablo Picasso, pour qui elle travaillera comme secrétaire. Elle effectue également de nombreuses traductions des œuvres d'auteurs espagnols, en particulier de Lope de Vega, et elle représente l'œuvre artistique de son partenaire.
Pendant les années 1960 et 1970 depuis Paris, malgré sa fragile santé, elle n'abandonne ni son travail d'éducatrice, ni sa collaboration à la presse libertaire : elle continue à travailler pour Mujeres Libres, Tierra y Libertad et Tiempos Nuevos et elle rejoint également d'autres magazines tels que Ruta et Umbral.
Dans les années 1970, elle commence à écrire un livre, pour lequel elle demande aux anciennes combattantes de lui envoyer des lettres en racontant leur propre expérience ; le manuscrit de cet ouvrage et la documentation qu'elle avait rassemblée n'ont pas été retrouvés après sa mort.
Elle meurt le 11 février 1994 à Paris.

## Œuvres
- Los artistas españoles de la Escuela de París (sous le nom de Mercedes Guillen)
- La ciencia en la mochilla, Barcelone, 1938.
- Esquemas, Barcelone, 1937.
- Las mujeres en nuestra revolución, 1937.